# José Lima (Baseballspieler)
José Desiderio Rodriguez Lima (* 30. September 1972 in Santiago, Dominikanische Republik; † 23. Mai 2010 in Pasadena, Kalifornien, Vereinigte Staaten) war ein dominikanischer Baseballspieler in der Major League Baseball (MLB).
Lima, der während seiner aktiven Zeit die Position des Pitchers bekleidete, spielte 13 Saisons in der MLB. Er war Mitglied der Detroit Tigers (1994–1996, 2001–2002), Houston Astros (1997–2001), Kansas City Royals (2003, 2005), Los Angeles Dodgers (2004) und zuletzt der New York Mets (2006).
Seine erfolgreichste Spielzeit bestritt Lima 1999. Er verbuchte 21 Wins für die Astros und nahm am All-Star Game teil.
Nach seiner Zeit in der MLB unterschrieb Lima 2008 einen Vertrag bei den Kia Tigers in der Korea Baseball Organization. Nach durchwachsenen Leistungen wechselte Lima 2009 in die Golden Baseball League (GBL) zu den Long Beach Armada.
Lima verstarb am 23. Mai 2010 im Alter von 37 Jahren an den Folgen eines Herzinfarktes im Huntington Memorial Hospital in Pasadena, Kalifornien.